# Sumario Compendioso
Sumario Compendioso ist ein Rechenbuch in spanischer Sprache, das 1556 in Mexiko-Stadt erschien und ist damit das älteste bekannte gedruckte Mathematik-Buch Amerikas, das Arithmetik und Algebra behandelt. Es richtete sich insbesondere an Kaufleute und deren Angestellte, die mit Gold und Silber aus den Minen Perus handelten. Heute sind nur noch vier Originale erhalten. Sie befinden sich in der Universität von Salamanca (die einzige vollständige Ausgabe), Huntington Library, British Library und Duke University.

## Geschichte und Inhalt
Autor des Buches war der Priester Juan Díez (auch Juan Diez Freile oder Freyle) aus Galicien, dessen Lebensdaten unbekannt sind und der Begleiter von Hernán Cortés war. In einem Brief an Karl V. von 1533 wird er als älterer und ehrenwerter Geistlicher beschrieben. Er war auch nach David Eugene Smith Herausgeber der Werke von Juan de Ávila. Er wird nach David Eugene Smith häufig mit Juan Díaz (1480–1549) verwechselt, Autor einer Beschreibung (Itinario) der Überfahrt der spanischen Flotte unter Juan de Grijalva nach Mexiko 1518 und ebenfalls Kaplan von Cortez. Der Drucker Juan Pablos war der erste Buchdrucker in Mexiko und kam dort 1536 an, seine ersten Bücher erschienen 1537.
Es ist nicht das erste gedruckte Buch mit mathematischem Inhalt aus Amerika, es gibt nach Bruce Stanley Burdick ein Buch mit geometrischen Figuren und ein Buch über Logik, beide aus dem Jahr 1554. Es ist nicht nur eines der ältesten gedruckten Mathematikbücher außerhalb Europas, sondern auch eines der ältesten Lehrbücher überhaupt, von theologischen Werken abgesehen.
Das Buch behandelt meist Arithmetik, sechs Seiten sind der Algebra gewidmet, wobei der Schwerpunkt die Lösung einer quadratischen Gleichung ist. In der Arithmetik werden praktische Probleme wie Währungsumrechnung und Berechnung der Abgaben an den spanischen König (ein Fünftel) behandelt.

## Ausgaben
- Sumario compendioso de las quentas de plata y oro que en los reynos de Piru son necesarias a los mercaderes y todo genero de tratantes. Con algunas reglas tocantes de arithmetica, Mexiko-Stadt: J. Pablos 1556
- Faksimile-Ausgabe von David Eugene Smith (Herausgeber): The Sumario Compendioso of Brother Juan Diez; The Earliest Mathematical Work of the New World, Boston: Ginn and Company 1921,[4] Reprint, Camelot Publ. 1996, ISBN 1314464000 (reproduziert wurde vor allem der Text und nur eine der Tafeln, die als Rechenhilfen dienten), Archive